# Đại Cathay
Đại Cathay (tên thật là Lê Văn Đại, 1940 – 7 tháng 1 năm 1967) là trùm du đãng Sài Gòn thập niên 1960, là nhân vật số một trong "Tứ đại thiên vương" của giới tội phạm tại Sài Gòn trước năm 1975: Đại — Tỳ — Cái — Thế.

## Đầu đời
Lê Văn Đại sinh năm 1940, là con trai của Lê Văn Cự — một du đãng ở khu vực chợ Cầu Muối. Sau năm 1945 Lê Văn Cự vào chiến khu rừng Sác tham gia kháng chiến chống Pháp, trong bộ đội Bình Xuyên của thủ lĩnh Ba Dương (tức Dương Văn Dương), đến năm 1946, thì bị bắt đày ra Côn Đảo, ít lâu sau thì chết.
Sau khi cha mất, mẹ của Đại lấy chồng khác, cũng là một tay máu me cờ bạc, lại nghiện thuốc phiện nặng. Sau đó gia đình chuyển đến đường Đỗ Thành Nhân (thuộc quận 4), lúc bấy giờ là nơi tập hợp của người dân tứ xứ bỏ quê vào thành thị, và cũng nổi tiếng là điểm đến thu hút của giới giang hồ Sài Gòn. Những hoạt động phi pháp đã biến nơi đây thành điểm nóng dành cho giới "xã hội đen" Sài Gòn. Áp lực vì sinh kế, gã cha dượng thường lấy Đại Cathay ra hành hạ để hả cơn bực tức. Đại sớm bỏ học, đánh giày, bán báo tự nuôi thân tại khu vực ngã tư Công Lý (nay là Nam Kỳ Khởi Nghĩa) — Nguyễn Công Trứ. Tại đó có một rạp chiếu bóng tên là Cathay, nên gọi là Đại Cathay, đây cũng là nơi tụ tập đánh nhau của đám trẻ bụi đời.
Từ khi còn nhỏ đi lang thang khắp các khu chợ ở quận 4 Sài Gòn, Đại thường xuyên luồn lách vào những sắp chợ trộm cắp dưa, chuối rồi đem về chia cho cả bọn. Lâu dần, Đại cũng thu hút được đám trẻ bụi đời trong khu vực theo mình, nhưng khác với thủ lĩnh của một băng đảng, Đại nổi tiếng là người rộng lượng và luôn quan tâm đến đàn em. Mỗi sáng, Đại giao việc cho từng đứa đi bán báo, đánh giầy, chiều chiều lại tụ tập chia tiền, kể cả thủ lĩnh hay đàn em đều chia như nhau, thậm chí nếu có đứa bị mưa ướt báo không bán được, Đại lấy tiền chung bù vào, điều này không thường thấy ở các thủ lĩnh băng đảng. Chính nhờ tính nghĩa hiệp mà ngày càng có nhiều trẻ bụi đời tìm về quy phục dưới trướng Đại.
Tuy nhiên, băng nhóm của Đại liên tục xảy ra những cuộc ẩu đả đẫm máu với các băng nhóm đối thủ. Khu vực Đại hoạt động nằm ngay cạnh bót cảnh sát quận Nhì (còn được gọi là bót Dân Sinh vì nằm đối diện chợ Dân Sinh trên đường Yersin). Rất nhiều lần Đại bị bắt về bót do đánh nhau với các băng nhóm khác tranh giành lãnh địa. Do Đại không chịu nêu tên các thành viên trong băng nhóm của mình đã tham gia đánh nhau, nhiều lần cảnh sát đánh đập, hăm doạ, tát tai, thậm chí một nhóm cảnh sát mặc sắc phục đã bắt Đại quỳ giữ sàn nhà và ép nuốt một con gián sống trước mặt đồng bọn, Cathay đã nôn mửa vì kinh tởm. Dù vậy Đại vẫn ngoan cố không chịu khai tên buộc công an phải đưa Đại vào Trại giáo hoá Thủ Đức. Thực chất, đây chỉ là nơi nuôi báo cô đám du thủ du thực, chờ chúng đủ tuổi là đẩy vào quân đội, và nơi đây được mệnh danh là "lò đào tạo du đãng". Ở các trại khác nhau, Cathay lần lượt làm quen với nhiều tên sau này trở thành chiến hữu đắc lực của Đại trên chốn giang hồ. Sau đó Đại cầm đầu băng nhóm của mình tiếp tục đối đầu với các băng nhóm khác trong khu phố đã tranh thủ nắm quyền kiểm soát lãnh địa khi Đại trong trại, trong đó nổi tiếng là chống lại băng nhóm của Bé Bún, và Cathay dần giành hết phần lớn lãnh địa quận 4, đánh bại tất cả các đối thủ lớn.
Đầu những năm 1960, Đại Cathay mới 20 tuổi và đã trở thành một ông trùm khét tiếng đất Sài Gòn. Đại nhận bảo kê hầu hết nhà hàng khách sạn, động mại dâm, tiệm hút chích, sàn nhảy ở khu vực quận 1 và quận 3. Đại cũng trở thành khách quen tại các tụ điểm trên và bắt đầu quen biết với một đám sinh viên, kỹ sư, bác sĩ con nhà gia thế, trong đó có anh em Dzách Bửu, Dzí Bửu, Hùng đầu bò và Hoàng Sayonara, những người sau này hoạch định chiến lược làm ăn khi khuyên Đại nên mở sòng bạc tại quận 1, và đổi lại sẽ hối lộ cho các quan chức thành phố hàng tháng. Điều này giúp Đại tăng thêm lợi nhuận và kiểm soát các hoạt động phi pháp trong thành phố.
Cũng trong thời gian này Đại Cathay hợp tác với Bảy Si mở nhiều sòng bài để thu tiền xâu.

## Đụng độ Tín Mã Nàm
Khi tìm cách gia tăng và mở rộng phạm vi các hoạt động phi pháp, Đại quyết định bành trướng xuống Chợ Lớn, vốn là lãnh địa của Tín Mã Nàm, ông trùm giới Hắc Đạo người Hoa, xưa nay vẫn được coi là bất khả xâm phạm. Xuất thân là thủ lĩnh giới Hắc Đạo tại Chợ Lớn có tổ chức chặt chẽ và hùng hậu, Tín Mã Nàm là người có thân hình hộ pháp, từng nhiều năm học Thiếu Lâm Hồng Gia và Thái Lý Phật, biệt hiệu Tín Mã Nàm có nghĩa là "con ngựa điên". Là một bậc đàn anh lớn trong giới giang hồ Hoa Kiều, Tín Mã Nàm giữ vai trò Hồng Trượng trong Hội Tam Hoàng thuộc chi nhánh Sài Gòn — Chợ Lớn, chỉ đứng sau thủ lĩnh Hoàng Long, người cầm đầu tất cả các băng nhóm người Hoa ở Chợ Lớn. Cuộc đụng độ giữa băng nhóm của Đại Cathay và Tín Mã Nàm diễn ra nhiều năm liền. Đầu năm 1964, Đại dẫn theo Ba Thế và Lâm "chín ngón" đem hai xe hơi du lịch và mấy chục xe gắn máy hiệu Goebel, Push, Brumi, Ishia chở đôi phóng như bay, bất ngờ mang đao, kiếm, côn, lưỡi lê đồng loạt tấn công vào các hàng quán bên đường trước khu Đại Thế giới. Sau một lúc ngỡ ngàng, băng Tín Mã Nàm trấn tĩnh lại, hò hét lấy khí thế, chạy vào phía trong quán, cũng lấy dao, kiếm, côn nhị khúc cất giấu sẵn, đánh trả phản công. Băng của Đại Cathay bị đánh, chém tơi tả, phải mở đường máu tháo chạy thoát thân. Ngoài ra Lâm "chín ngón", đệ tử ruột của Đại cũng bị chém đứt một ngón tay, nên mới có biệt danh trên.
Tuy nhiên, cuộc tập kích quá liều lĩnh ấy khiến nhiều người sợ tránh đến các cơ sở và sòng bạc của Tín Mã Nàm. Công việc kinh doanh rơi vào đà sa sút buộc Tín Mã Nàm phải mời Đại Cathay đến gặp tại nhà hàng Đồng Khánh để điều đình. Tay không, một mình chui vào hang cọp, Đại khiến Tín Mã Nàm rất nể. Đại được Tín nhường cho một phần địa bàn và Đại cũng cam kết không xâm phạm vào những khu vực được coi là đặc quyền của Tín Mã Nàm.

## Trở thành nhân vật số một trong "Tứ đại thiên vương"
Thuở ấy, ngoài Đại, Sài Gòn còn có ba ông trùm khác là Huỳnh Tỳ, Ngô Văn Cái và Ba Thế. Ba ông trùm này không hài lòng với sự bành trướng của Đại Cathay nên quyết định hạ bệ Đại. Đại Cathay lọt vào ổ phục kích bị năm tên du đãng đồng loạt rút dao xông vào chém, nhưng Đại may mắn thoát chết. Chưa kịp lành vết thương, Đại một mình một dao, lần lượt tìm các tên đã chém mình để rửa hận. Tất cả đều bị chém trọng thương. Sau các cuộc thanh toán đẫm máu này, Đại Cathay trở thành nhân vật số một trong "Tứ đại thiên vương" của giới tội phạm Sài Gòn: Đại — Tỳ — Cái — Thế.

## Giai thoại
- Với tướng Nguyễn Cao Kỳ: giai thoại kể rằng: Tướng Kỳ từng chiêu dụ Đại về làm vệ sỹ cho ông, nhưng Đại thẳng thừng từ chối với lý do:

— "Tôi đi đâu cũng có người hộ tống, nếu tôi hộ tống ngài, các vệ sỹ của tôi sẽ thất nghiệp".
- Với tướng Nguyễn Ngọc Loan: Chuẩn tướng Nguyễn Ngọc Loan giám đốc Nha cảnh sát Đô Thành từng chiêu dụ Đại Cathay về cộng tác với cảnh sát:

— "Anh sẽ có lon đại úy, chức danh phó ty Cảnh sát một quận nếu anh chịu giúp chúng tôi trong việc thanh trừng các thế lực giang hồ ở Sài Gòn."
Đại trả lời:
— "Xin lỗi, tôi không thể hầu Chuẩn tướng được. Tôi làm thế, sao còn có thể sống mà ngẩng mặt nhìn ai ở đời này."
- Với đại úy Trần Kim Chi, Trưởng ban bài trừ du đãng: Một buổi tối, Đại Cathay bao nguyên nhà hàng Paramouth mời đại úy Trần Kim Chi đến dự tiệc. Đại Cathay mở lời:

— "Nếu đại úy chịu tha một số anh em của tôi vừa bị bắt, chúng tôi sẽ không quên ơn anh..."
— "Ăn nhậu là ăn nhậu, bắt là bắt. Nếu anh mời tôi đến đây là để mặc cả thì coi như tàn tiệc, tôi xin kiếu!" Trần Kim Chi nói
— "Ồ không không. Nếu đại úy không ưng thuận thì thôi. Còn hôm nay mời đại úy đến là để anh em vui vẻ. Mời đại úy cứ tự nhiên, đêm nay toàn bộ nhà hàng này là chỉ để phục vụ chúng ta, đại úy đừng bận tâm làm gì". Đại Cathay nhỏ nhẹ trả lời
- Với nhà văn Duyên Anh: Sau khi nghe Đại Cathay kể lại cuộc đời giang hồ, những trận thư hùng đẫm máu trên đường phố, nhà văn Duyên Anh viết và cho xuất bản tiểu thuyết Điệu ru nước mắt rất nổi tiếng. Nhân vật chính là Trần Đại, lấy nguyên mẫu từ Đại Cathay, trong Điệu ru nước mắt nhân vật chính vô cùng nghĩa hiệp, cứu giúp kẻ thân cô thế cô, dám đánh cảnh sát ăn hối lộ. Cuối cùng, vì chung thủy với mối tình vô cùng lãng mạn, đã chết trên hàng rào kẽm gai một cách lâm li bi tráng. Những phần đầu Đại Cathay đọc sướng lịm ngất ngây, lim dim thưởng thức. Tuy nhiên ở phần kết, Đại Cathay nổi khùng lên khi đọc tới đoạn nhân vật Trần Đại nằm vắt trên hàng rào mà chết. Đại thét lên:

— "Thằng Duyên Anh đáng chết, dám chơi xỏ tao. Tao thế này mà phải lụy đàn bà đến khô cả xác à? Tụi bay tìm cắt gân chân cho tao!".
Nghe tin báo, Duyên Anh phải lên Đà Lạt trốn cho đến cuối năm 1966, khi Đại Cathay bị cảnh sát tống ra đảo Phú Quốc, mới dám trở về Sài Gòn.

## Cái chết nhiều bí ẩn
Chuẩn tướng Nguyễn Ngọc Loan, giám đốc Nha cảnh sát Đô Thành là người quyết liệt trong việc thanh lọc xã hội và bài trừ du đãng, ông lập ra Trung tâm Bài trừ Du đãng, trụ sở đặt tại quận Thủ Đức, sát cầu Bình Triệu và Biệt đội Hình cảnh nhằm tiêu diệt tội phạm; cử người thân cận của mình là đại úy Trần Kim Chi làm đội trưởng. Trần Kim Chi bị tử nạn một cách bất ngờ, một chiếc xe tải chở gỗ đã tông thẳng vào xe của ông khiến thiệt mạng, những lời đồn đại về một vụ mưu sát do Đại Cathay cầm đầu đã khiến tướng Nguyễn Ngọc Loan tức giận, ông ra lệnh cho cảnh sát bắt giam Đại Cathay với tội danh "du đãng đặc biệt".
Ngày 28 tháng 11 năm 1966, Đại Cathay bị tống lên máy bay vận tải C47 từ đất liền Việt Nam đưa ra giam giữ tại đảo Phú Quốc. Là một tên tội phạm vốn quen tự do, Đại vạch ra kế hoạch vượt ngục để trở về đất liền Việt Nam. Tiền và vàng từ ngoài đất liền được vợ và đàn em chu cấp. Đại quyết định trốn trại với lời hứa giúp đỡ của một vài viên sĩ quan bảo an trong trại. Rạng sáng ngày 7 tháng 1 năm 1967, Đại và các đàn em khác tiến hành trốn trại. Bị phát hiện, Đại Cathay và đàn em thân tín nhất của mình chạy ngược lên phía núi Tượng của đảo Phú Quốc để trốn. Kể từ đó, không ai còn thấy tung tích Đại Cathay. Ông được coi là đã chết ở Phú Quốc.

### Giả thuyết về cái chết của Đại Cathay ở Phú Quốc
- Giả thuyết 1: Đại Cathay và đồng bọn bị giết ngay trong đêm 7 tháng 1 năm 1967, do một tiểu đội biệt kích của Chính phủ Việt Nam Cộng hòa, được trực thăng chở từ Sài Gòn ra truy sát, ông và người đàn em đã bị họ giết.
- Giả thuyết 2: Đại và đồng bọn bị Quân Giải phóng Miền Nam Việt Nam bắt giữ, Đại và đàn em đã bị họ bắn chết.[14]
- Giả thuyết 3: Theo võ sĩ Chà Và Hương, một người bạn nối khố của Đại, kể lại rằng Đại cướp được xuồng máy của ngư dân và dông thẳng ra biển, tuy nhiên loại xuồng máy này chỉ dùng để đánh bắt cá gần bờ, không đủ sức chạy về đất liền, Đại và người đàn em Hải Súng đã chết mất xác trên đường biển về đất liền.

Trung uý Trần Tử Thanh sau này khoe khoang với một số phóng viên trên một số tờ báo trước năm 1975 rằng chính ông là người đã bắn chết Đại Cathay.

## Tiểu thuyết và điện ảnh hóa
Đại Cathay là nguyên mẫu của tiểu thuyết Điệu ru nước mắt nổi tiếng một thời của Duyên Anh. Và tiểu thuyết này được dựng thành phim cùng tên do Lê Hoàng Hoa làm đạo diễn và do 2 diễn viên nổi tiếng thời bấy giờ là Hùng Cường và Trần Quang đóng.